# Selvagensöarna

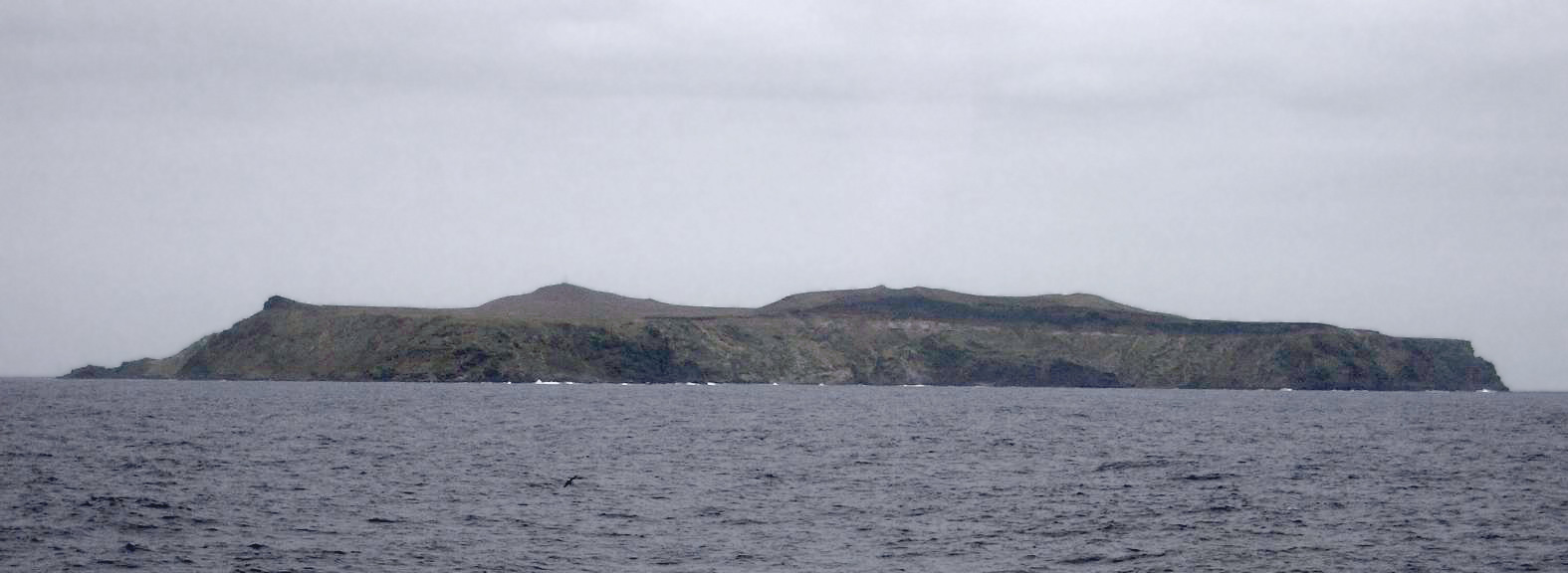
Selvagem Grande

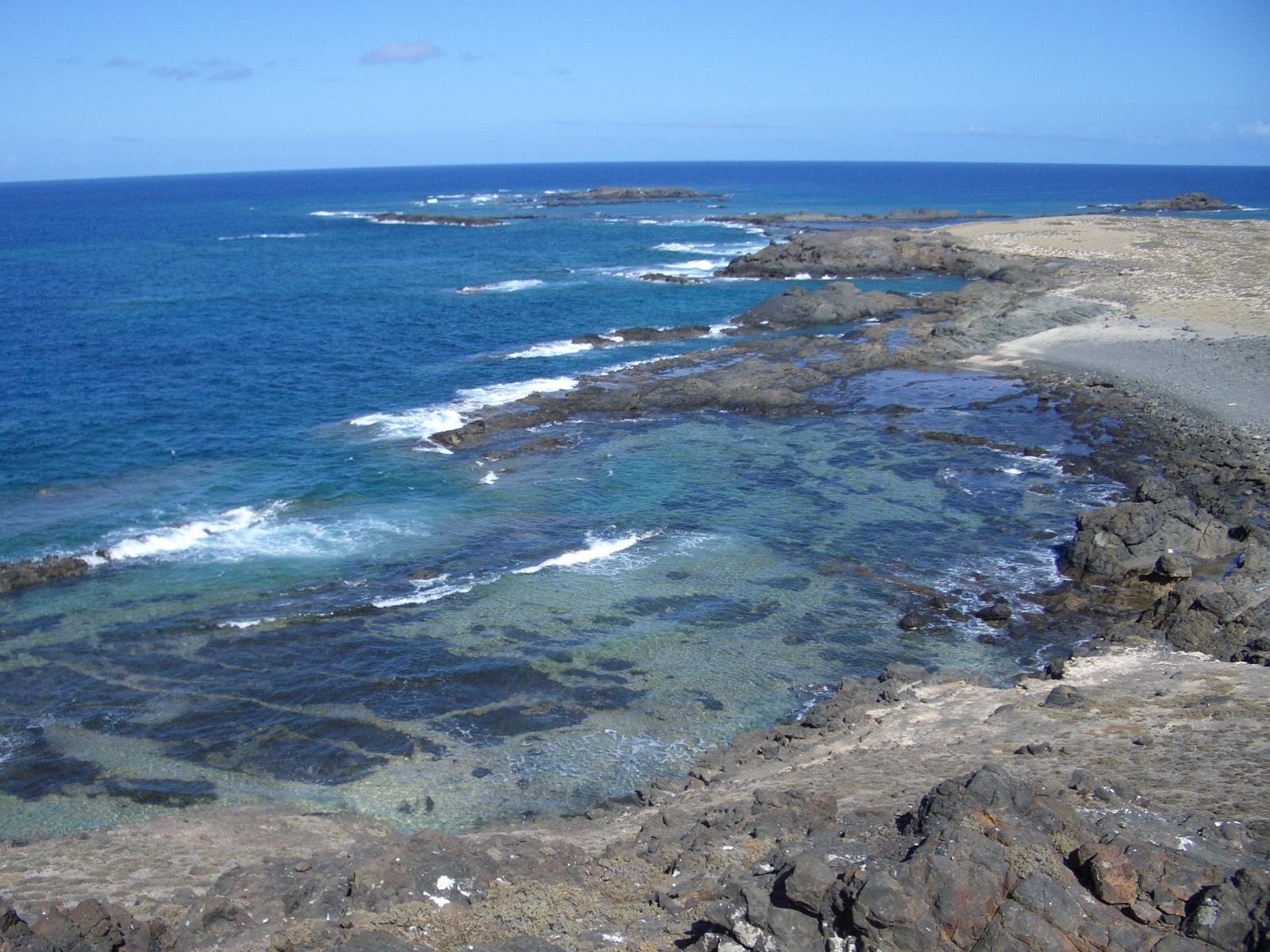
Selvagem Pequena

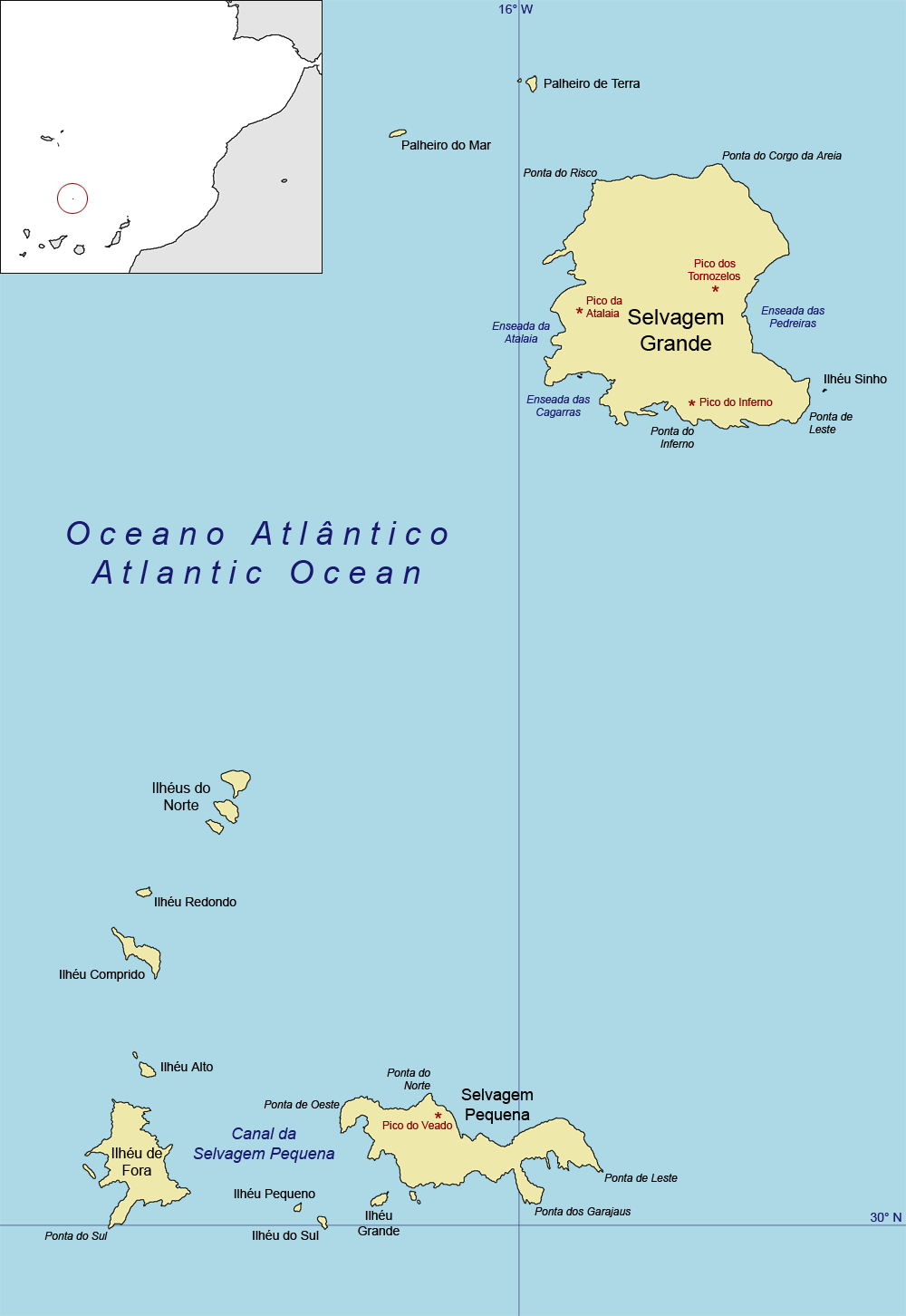
Selvagensöarna.

Selvagensöarna (portugisiska: Ilhas Selvagens 'vilda öar') är en portugisisk ögrupp som ligger i norra Atlanten mellan Madeira och Kanarieöarna. Öarna utgör den sydligaste delen av Portugal. Ögruppen består av två större öar och flera små. Tillsammans med Kanarieöarna, Madeira, Kap Verde och Azorerna bildar ögruppen Makaronesien.
Administrativt hör öarna till den självstyrande regionen Madeira, och ingår i Funchals kommun. Ögruppen har bara två permanenta invånare: två vakter.

## Historia
Liksom övriga öar i Makaronesien har Selvagensöarna bildats genom vulkanutbrott.
Den första registrerade upptäckten av Selvagensöarna gjordes 1438. Diogo Gomes de Sintra siktade öarna då han återvände till Portugal från Guinea, 18 år efter att Madeira hade upptäckts. På den tiden var det de portugisiska sjöfararna som utökade Europas gränser.
Även om öarna är avlägsna och isolerade så har de tagit emot flera officiella besök av statsöverhuvuden från Portugal, Mário Soares och Jorge Sampaio, för att befästa Portugals suveränitet och områdets status som nationellt reservat. Mindre diplomatiska händelser med Spanien har inträffat på grund av fiskekonflikter och militära flygincidenter.

## Geografi
Selvagensöarna ligger 280 kilometer söder om Madeira och 165 kilometer norr om Kanarieöarna. 
De två stora öarna i arkipelagen betraktas ibland som holmar men både den portugisiska regeringen och internationella specialister klassar dem som öar. 
Arkipelagen är uppdelad i två grupper. Den nordöstra gruppen omfattar
- Selvagem Grande
- Palheiro de Terra
- Palheiro do Mar
- Sinho

Den sydvästra gruppen omfattar
- Selvagem Pequena
- Ilhéu de Fora
- Ilhéu Grande
- Ilhéu do Sul
- Pequeno
- Alto
- Comprido
- Redondo
- Ilhéus do Norte (3 små öar)

Eftersom öarna är av vulkaniskt ursprung, så omges de av många förrädiska grund och området är mycket svårnavigerat.
Större halvöar skjuter ut från öarna: Atalaia och Leste på Selgavem Grande och Norte, Oeste, Leste och Garajaus på Selvagem Pequena. De högsta höjderna är Atalaia, Tornozelos och Veado.
Selvagem Grande och Selvagem Pequena ligger 15 kilometer ifrån varandra. Den totala landytan för hela arkipelagen är 2,73 kvadratkilometer.

## Klimat och miljö
Lufttemperaturen på Selvagensöarna är högre än på Madeira och vattentemperaturen håller en jämn nivå året runt. 2003 valdes öarna in på Unescos världsarvslista. För besökare krävs ett särskilt tillstånd av den regionala portugisiska miljömyndigheten för att få besöka området.
1971 förklarade Portugal öarna som naturreservat (Selvagensreservatet) som omfattar såväl land som havsbotten till ett djup av 200 meter. Övervakningen av öarna började 1976 och två år senare klassades området som naturreservat. Forskningsintresset på öarna innefattar sällsynta sjöfåglar som till exempel fregatthavslöpare och spetsstjärtad petrell, den marina biodynamiken och floran. Varje år besöker olika forskningsexpeditioner öarna.
På Selvagensöarna finns omkring 150 olika växtarter, de flesta kryp- och klätterväxter. Den rikaste floran finns på Selvagem Pequena och Fora eftersom där aldrig har funnits annat än infödda djur eller växter. Öarna har blivit kända som ett tillflyktsområde för fåglar.